# Mesopenaeus tropicalis
Mesopenaeus tropicalis är en kräftdjursart som först beskrevs av Eugène Louis Bouvier 1905.  Mesopenaeus tropicalis ingår i släktet Mesopenaeus och familjen Solenoceridae. Inga underarter finns listade i Catalogue of Life.

## Bildgalleri

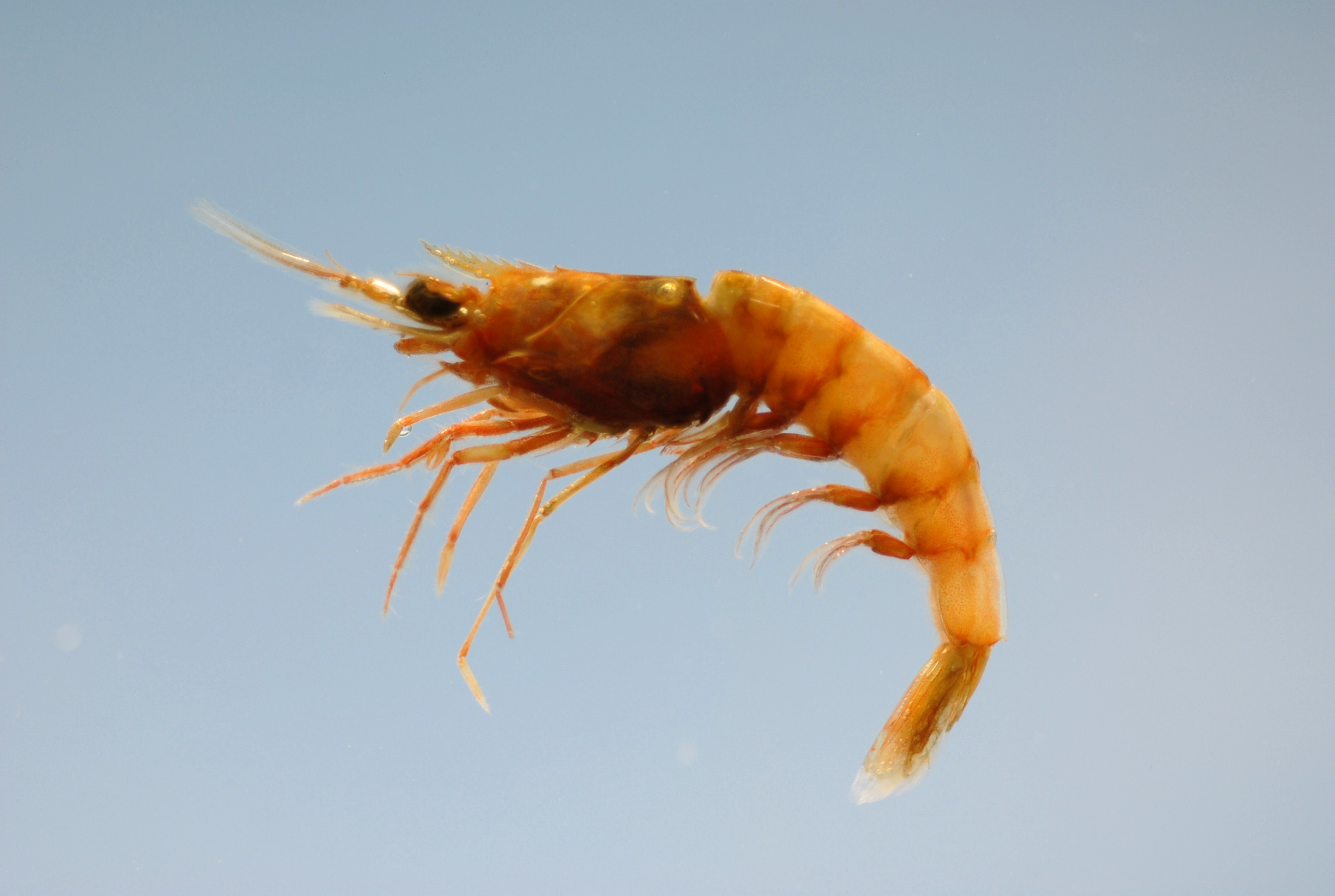